# Karin Riedrich
Karin Riedrich (* 23. August 1942 in Berlin) ist eine deutsche Politikerin (SPD).
Karin Riedrich machte 1958 ihre Mittlere Reife und schloss im folgenden Jahr die Lehre als Krankenpflegerin ab. 1973 schloss sie eine weitere Lehre als Bankkauffrau ab und arbeitete anschließend bei der Deutschen Außenhandelsbank.
Im Zuge der Wende in der DDR 1989 trat Riedrich im Januar 1990 der Sozialdemokratischen Partei (SDP) bei. Bei der ersten freien Ost-Berliner Wahl im Mai 1990 wurde sie in die Berliner Stadtverordnetenversammlung gewählt. Auch bei der nun gemeinsamen Wahl im Dezember 1990 konnte Riedrich das Direktmandat im Wahlkreis 4 im Bezirk Friedrichshain als Mitglied des Abgeordnetenhauses von Berlin gewinnen. 1995 schied sie aus dem Parlament aus.